# Angry Samoans
Angry Samoans ist eine US-amerikanische Punkrock-Band, die 1978 in Los Angeles gegründet wurde, und sie ist einer der bekanntesten Vertreter des Ende der 1970er- und in den frühen 1980er-Jahren im Süden Kaliforniens entstandenen Hardcore Punks.

## Bandgeschichte
Die Musikkritiker Greg Turner und „Metal“ Mike Saunders spielten ab 1976 in der in Los Angeles beheimateten Punkrock-Band VOM, Turner als zweiter Sänger und Saunders als Schlagzeuger. VOM lösten sich Anfang 1978 auf. Im August desselben Jahres gründeten Turner und Saunders die Angry Samoans, zunächst als Dictators-Coverband mit wenigen eigenen Stücken.
Nach vielen Konzerten mit zunehmend eigenen Stücken erschien 1980 ihre Debüt-EP Inside My Brain. Auf dieser Platte war auch Get Off The Air, ein Lied, in dem die Band sich abfällig über den einflussreichen Radio-DJ Rodney Bingenheimer äußerte. Nach dieser Veröffentlichung waren ihnen Auftritte in Los Angeles erschwert, und die Band nahm in der Punk-/Hardcore-Szene zeitweise eine kontroverse Stellung ein, da Bingenheimer als einer von wenigen bekannten DJs auch Punk in seiner Show spielte und deshalb in der Szene zahlreiche Fans hatte. Die Angry Samoans waren gezwungen, in weniger seriösen Bars aufzutreten und außerhalb von Los Angeles zu spielen. Eine deshalb anberaumte Tour durch die Vereinigten Staaten sorgte dafür, dass die Band über ihre Heimat hinaus bekannt wurde. Noch 1980 veröffentlichte sie eine EP unter dem Namen „The Queer Pills“, um Bingenheimer dazu zu bringen, unbewusst eines ihrer Stücke im Radio zu spielen, hatte jedoch keinen Erfolg. Mike Saunders gründete parallel zu den Angry Samoans gemeinsam mit Roger Rogerson von den Circle Jerks das kurzlebige Bandprojekt The Lurchers.
Die Arbeiten an der zweiten EP Back from Samoa wurden erschwert durch den Weggang von Sänger Mike Saunders. Mit Jeff Dahl wurde Ersatz gefunden. Nach einem Jahr kehrte Saunders zurück; zu diesem Zeitpunkt hatte die Band mit Dahl bereits mindestens die Hälfte des neuen Materials fertiggestellt, das von Saunders erneut eingesungen werden musste. Nachdem die EP 1982 endlich erschienen war, wurden die Angry Samoans zunehmend unzufrieden mit den Zuständen innerhalb ihrer Musikszene und traten zunehmend seltener auf. In dieser Zeit war auch die Zusammensetzung der Band häufigen Wechseln unterworfen; auch Gründer „Metal“ Mike Saunders war kurzzeitig ausgeschieden. In dieser Zeit war Jeff Dahl Sänger und Gitarrist der Band.
1987 erschien Yesterday Started Tomorrow, eine Platte, deren Musik sich von den vorherigen stark unterschied. Der bisher vorherrschende Punkrock war einem ruhigeren Garagen-Sound gewichen. Das letzte Album der Angry Samoans, STP Not LSD setzte diese Entwicklung fort, allerdings traten nun immer stärkere Konflikte innerhalb der Band auf. Homer verließ die Band 1988 auf Grund musikalischer Differenzen. sie löste sich schließlich 1991 vorläufig auf.
Saunders und Turner veröffentlichten nach der Auflösung Soloalben; Turner wurde Lehrer für Mathematik an einem College in Santa Fe. Todd Homer gründete nach seiner Zeit bei den Angry Samoans die Band Mooseheart Faith (auch auf zwei Veröffentlichungen Mooseheart Faith Stellar Groove Band genannt) Mitte der 1990er-Jahre, nach dem Erscheinen einer Kompilation aller Veröffentlichungen der Angry Samoans auf einer CD (The Unboxed Set) sowie einer Video-Dokumentation über die Anfangstage der Band auf VHS (True Documentary), gründete Mike Saunders für Konzerte eine neue Version der Band, die sporadisch zunächst nur samstags und nur in Kalifornien auftrat. Gregg Turner kommentierte diese „Reunion“ auf seiner Website kritisch. 2008 spielten die Angry Samoans einige Konzerte auf einer kleinen Tour in Deutschland, wieder ohne Gregg Turner.

## Stil
Die Musik der Angry Samoans ist schneller und einfacher Punkrock. Die Band ist stark von der New Yorker Rockband The Dictators beeinflusst. Eine Besonderheit der Musik der Angry Samoans war bis zum Weggang von Steve Drojensky 1988 die Verwendung von drei Gitarren.
In ihren Texten kommen häufig Situationen und Bilder, die aus Horrorfilmen stammen könnten (Lights Out, Steak Knife), sowie absurde Situationen (They Saved Hitler’s Cock, I'm In Love With Your Mom) vor. Oftmals drücken sie ihre Abneigung gegenüber bestimmten Personen und Überzeugungen aus (Get Off The Air, Homo-Sexual).

## Diskografie
- 1980: Inside My Brain (Bad Trip Records)
- 1982: Back from Samoa (Bad Trip Records)
- 1986: Yesterday Started Tomorrow (Triple X Records)
- 1988: STP Not LSD (Triple X Records)
- 1995: The Unboxed Set (Kompilation) (Triple X Records)
- 1999: The 90's Suck & So Do You (Triple X Records)
- 2006: Fuck the War (EP, Bad Trip Records)

### Videografie
- 1995: True Documentary (Dokumentation, VHS, Triple X Records)